# Vladislav Alexandrovič Ozerov
Vladislav Alexandrovič Ozerov (rusky Владислав Александрович Озеров; 30. záříjul./ 11. října 1769greg. Borki, Tverská gubernie – 5. záříjul./ 17. září 1816greg. tamtéž) byl ruský preromantický dramatik počátku 19. století.

## Život
Narodil se ve šlechtické rodině. Dostalo se mu francouzského vzdělání a záhy začal i sám psát básně a bajky. Ty ale neměly prakticky žádný ohlas. V roce 1789 absolvoval kadetní školu. Sloužil v armádě během Rusko-turecké války (1787–1792) pod vedením knížete Potěmkina. Zúčastnil se například dobytí pevnosti Bendery.
Po válce sloužil jako úředník v Petrohradu. Vedle toho se věnoval divadlu. Jeho první hra Oidipus v Aténách neměla úspěch. Ten se dostavil až po uvedení jeho druhé hry Fingal. Největší slávu mu přineslo uvedení hry Dmitrij Donský v roce 1807, patrně rovněž kvůli vlasteneckým náladám před válkou s Napoleonem.
Vedle příznivců měl rovněž odpůrce a nepřátele. Po řadě konfliktů byl propuštěn ze služby a vrátil se do rodné obce, kde žil v chudobě. To a dále neúspěch jeho poslední hry Poliksena (1809), kterou on sám považoval za své nejlepší dílo, vedlo k tomu, že zešílel.

## Dílo
Protože neznal klasické jazyky, své antické náměty čerpal „z druhé ruky“. Do ruského dramatu přinesl sentiment a rovněž nová témata (ženská otázka, otázka sňatku z donucení, otázka knížecího absolutismu). Ve své tvorbě nerespektoval dobové zvyklosti, což mu přineslo obdivovatele i řadu nepřátel.
Pjotr Andrejevič Vjazemskij (1792-1878) označuje Ozerova jako reformátora ruského divadla. Alexandr Sergejevič Puškin naopak jeho dílo odsoudil.

### Dramata
- 1804 Oidipus v Aténách (Эдип в Афинах)
- 1805 Fingal (Фингал)
- 1807 Dmitrij Donský (Дмитрий Донской)
- 1809 Polyxena (Поликсена)

### Bajky
- 1817 Bajky (Басни)